# ユリウス・シュトライヒャー
ユリウス・シュトライヒャー（ドイツ語: Julius Streicher, 1885年2月12日 - 1946年10月16日）は、ドイツの政治家、ジャーナリスト。反ユダヤ主義新聞『シュテュルマー(Der Stürmer)』の発行人。
1922年に国家社会主義ドイツ労働者党(ナチ党)に入党。ナチ党の初期の頃には主要幹部の一人であった。1923年から『シュテュルマー』紙を発行し、強烈な反ユダヤ主義報道を行った。1925年にニュルンベルクを管轄するフランケン大管区指導者となるが、第二次世界大戦中の1940年に空軍総司令官ヘルマン・ゲーリング国家元帥と対立を深めて解任された。戦後、ニュルンベルク裁判でユダヤ人虐殺を煽動した戦犯として起訴され、絞首刑判決を受けて刑死した。

## 略歴

### ナチ党入党まで
1885年、ドイツ帝国領邦バイエルン王国南部のフラインハウゼンに生まれる。父は教師のフリードリヒ・シュトライヒャー(Friedrich Streicher)。母はその妻アンナ(Anna)。一家はカトリック家庭で、シュトライヒャーは九子だった。父と同様に小学校の教師となり、1909年にニュルンベルク市に移住した。彼は第一次世界大戦前はドイツ社会民主党(SPD)の党員だった。
1913年にはパン屋の娘のクニグンデ・ロート（Kunigunde Roth）と最初の結婚をし二人の息子をもうけているが、1943年に妻と死別した。
第一次世界大戦時は陸軍に従軍。危険な任務を自ら進んで引き受け、戦功をたてた。少尉まで昇進し、一級鉄十字章を授与された。
戦後、フランケン地方で反ユダヤ主義政党ドイツ社会主義党を創設した。

### ナチ党初期の活動
1922年10月にミュンヘンでアドルフ・ヒトラーの演説を聞いたシュトライヒャーはヒトラーの虜となった。シュトライヒャーはその場で聴衆をかき分けて進み、「自分の党に属する2000人の党員を贈り物として捧げたい」とヒトラーに申し出たといわれる。
部下たちとともにナチ党に入党したシュトライヒャーは、ニュルンベルクに最初のナチ党支部を創設、同支部の支部長に就任した。さらにシュトライヒャーのイニシアチブの下にフランケン地方の町々に13のナチ党支部が創設されていった。ヒトラーへの強い忠誠心と北バイエルンの党建設の功績でヒトラーはシュトライヒャーに多大な信任を寄せていた。彼は北バイエルンにおけるヒトラーの総統代理に任じられていた。1920年代前半のシュトライヒャーはナチス中枢の幹部であったといえる。しかしシュトライヒャーは政敵と争いを起こす事が多く、よく裁判沙汰になり、党に厄介事をもたらす事が珍しくはなかった。ポルノグラフィーに夢中になったり、常に犬鞭を持ち歩くといった奇妙な習慣のために評判の悪い人物であった。
1923年5月には悪名高い反ユダヤ主義新聞『シュテュルマー(Der Stürmer)』（突撃兵ないし前衛の意）を創刊している。『シュテュルマー』は著名な歴史学者であったハインリヒ・フォン・トライチュケの言葉「ユダヤ人は我々ドイツ人の災いである」を毎号各ページの下段に掲げるほか、読者の感情を逆なでするような過激な見出しを用いて、たとえば猟奇的な性的犯罪などをでっちあげて掲載し、ユダヤ人を誹謗中傷した。あまりに下品で俗悪な内容に他の党幹部や国防軍の将校達、ナチス支持者の財界人などからさえ批判の声が上がっていた。戦時中の連合国のプロパガンダにも『シュテュルマー』紙はナチの悪徳ぶりを示す証拠として盛んに利用された。『シュテュルマー』の発行部数は1923年には2500部だったが、1935年には6万5000部になり、1937年には50万部に達している。

### ミュンヘン一揆後のナチ党解散期
1923年11月のミュンヘン一揆に参加したが、一揆は失敗。シュトライヒャーも拘留され、ニュルンベルク市から教職の停職処分を受けた。しかしすぐに釈放され、政治活動を再開した。ヒトラーの代理アルフレート・ローゼンベルクによって設立されたナチ党の偽装組織「大ドイツ民族共同体」に参加。まもなくヘルマン・エッサーとともに同組織の指導者となった。更にかつての突撃隊員を集めて「帝国鷲民族同盟」を組織した。大ドイツ民族共同体は他のナチ残党が創設したグループより過激な集団で、より激しい反ユダヤ主義、議会政治反対思想、労働者寄りの政策を掲げていた。
1924年8月にナチ残党勢力が集まって開いたヴァイマル大会でエーリヒ・ルーデンドルフがヒトラー不在の間の指導者である事が確認され、また選挙のための統一政党「国家社会主義自由運動」が創設されることとなった。しかし議会政治に反対するシュトライヒャーの大ドイツ民族共同体はこれと対立するところが多かった。大ドイツ民族共同体は労働者を中心に支持されていたため、一時ドイツ共産党と同盟を結ぼうともしているが、共産党が反ユダヤ主義思想に反対したため、決裂している。
大ドイツ民族共同体は、1924年12月7日の国会選挙への参加や国家社会主義自由運動との選挙協力は拒んだが、同日に行われたバイエルンでの地方選挙には参加し、ニュルンベルク市において2万5000票を獲得してニュルンベルク市議会に6議席を獲得した。シュトライヒャーも市議会議員となった。これはシュトライヒャーにとってちょっとした勝利だった。

### ナチ党再入党後
ヒトラーが出獄し、1925年2月にナチ党を再建すると直ちに参加して再びヒトラーの指揮に服した。1925年にヒトラーから「ニュルンベルク＝フュルト」大管区指導者に任じられた。さらに1929年からはそれが拡張された「フランケン大管区」の指導者に就任した。また1929年にはバイエルン州議会議員選挙に当選している。
ヒトラーやヨーゼフ・ゲッベルスの指示の下、選挙戦でナチ党が政権を掌握できるようフランケン地方における宣伝に全力を尽くした。しかし彼が一番激しく行ったのはやはり反ユダヤ主義だった。『シュテュルマー』紙面やビラや演説で反ユダヤ主義・ユダヤ陰謀論を展開した。シュトライヒャーの党指導や扇動のせいでニュルンベルクのナチ党事務所はドイツでも有数の暴力的反ユダヤ主義の拠点と化した。
1932年12月から1933年1月にかけてはフランケン突撃隊指導者ヴィルヘルム・シュテークマンが大管区指導者シュトライヒャーに対して反乱を起こしている。フランケン地方の突撃隊員の大部分がシュテークマンに従ったため、シュトライヒャーは一時危機に陥ったが、ヒトラーが介入してシュテークマンに自己批判させて収束させた。

### ナチ党政権取得後

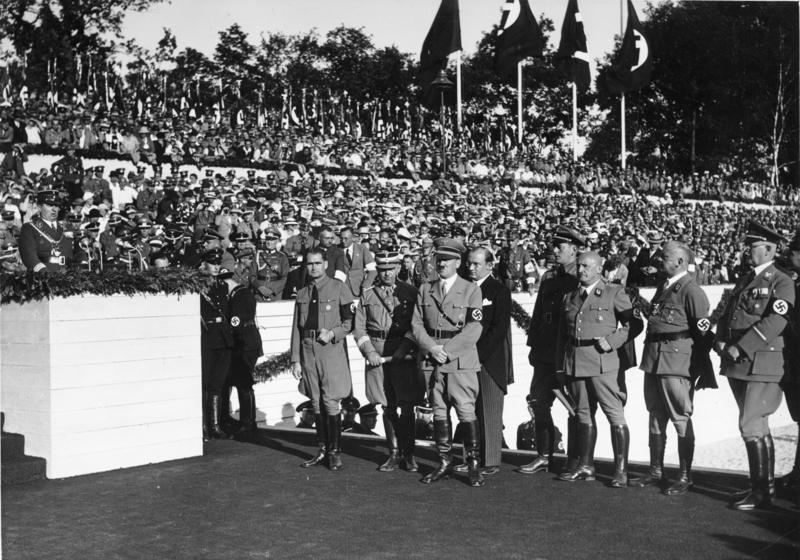
1935年9月のニュルンベルク党大会。ヒトラーの向かって右に立ち、左手をベルトに当てている人物がシュトライヒャー

1933年1月30日には選挙で大勝したナチ党政権が誕生し、ヒトラー内閣が発足したが、シュトライヒャーには閣僚職は与えられず、党のフランケン大管区指導者職にとどまった。
アメリカで起こったドイツ製品不買運動を受けて、ヒトラーはシュトライヒャーを「ユダヤ人の残虐行為・ボイコット扇動から防衛するための委員会」（以下ボイコット委員会）の委員長に任じた。1933年4月1日よりシュトライヒャーの総指揮のもとに全ドイツで突撃隊員がユダヤ人商店の前に立って客が入らないようにする不買運動が展開された。依然として経済危機の状況にあったドイツ経済の更なる悪化を防止するためボイコット運動そのものは一日だけに限定されたが、ボイコット委員会はその後も存続し、公務員やナチ党員にはボイコットが義務付けられ続けた。
1934年には突撃隊の名誉隊員となり、突撃隊中将の階級を与えられた。1937年1月30日には突撃隊大将になっている。1938年には子供向けの反ユダヤ本『毒キノコ』を発刊している。1930年代の終わり頃にはユダヤ人をフランス植民地マダガスカル島に移住させる政策に取り組んでいた。
シュトライヒャーは、ヘルマン・ゲーリング夫人のエミー・ゲーリングがユダヤ人と交友関係がある事を知るや彼女を攻撃し、彼女がユダヤ人の店で商品を買った写真を『シュテュルマー』に掲載した。そればかりか1940年2月にはゲーリングは性的不能者であり、彼の娘エッダは人工授精で生まれたなどと『シュテュルマー』に書きたてた。ゲーリングは、以前から『シュテュルマー』の扇情的な反ユダヤ主義の論調に反感を抱いていたが、ここに至って大管区指導者6名からなる査問委員会を設置してシュトライヒャーを捜査させた。彼の関わっていた不正行為が次々と発覚し、査問委員会は「シュトライヒャーは人間の指導者として不適格」との結論を下した。ついにヒトラーにも見捨てられ、フランケン大管区指導者を罷免されたのであった。
『シュテュルマー』はその後も民間新聞として続き、1945年2月1日まで発行された。しかし党の後援を失った『シュテュルマー』の発行部数は大きく落ちた。大管区職辞任以降にはニュルンベルクに近いプライカーショフの酪農場で暮らし、その経営にあたっていた。彼は20歳以上年下のアデーレ・タッペ（Adele Tappe）というブロンドの女性と再婚した。
シュトライヒャーの妻アデーレによると、シュトライヒャーは1944年5月と7月にヒトラーからゲッベルスとライを介してもう一度「党の古参闘士」として戻ってほしいという要請を受けたが、断ったという。

### 逮捕
ドイツ敗戦後、連合軍は『シュテュルマー』によって国際的知名度が高いナチス党員だった彼を血眼になって捜していた。そして1945年5月23日、アメリカ軍空挺第101師団はザイラーと名乗って、髭を生やし画家としてベルヒテスガーデン近くの村で潜伏生活をしていた彼を発見して逮捕した。この時、正体を隠しているシュトライヒャーにアメリカ軍将校が冗談で、シュトライヒャーにそっくりだと指摘すると、シュトライヒャーはあっさりと正体を認めたとされる。シュトライヒャーがニュルンベルク裁判の際に弁護士に訴えたところによると、シュトライヒャーは拘禁中にユダヤ人将校とその部下の黒人兵士によって拷問されたという。

シュトライヒャーの拷問に関する証言は次の通り。
他のニュルンベルク裁判被告人達と同様にまずルクセンブルクのバート・モンドルフに送られた。その後、1945年8月にニュルンベルク裁判にかけるためにニュルンベルク刑務所へ移送された。ナチスが政権を取る前、彼はユダヤ人に対する名誉棄損罪でここに収監されたことがあったため、他の被告たちに「ここには入ったことがあるぜ。何回もな」と自慢した。またその時にシュトライヒャーが入っていた独房の飾り板がなくなっていることに気づいて「飾り板があったはずなんだがなぁ」と訝しがった（その飾り板はナチス政権下の時にシュトライヒャーの反ユダヤ闘争を称えるために取り付けられた物で戦後に米兵が記念品として略奪していた）。刑務所の食堂では、軍人の派閥、ナチス党古参闘士の派閥等それぞれ派閥に分かれて食事をしていたのだが、シュトライヒャーは皆から嫌われており、誰もシュトライヒャーと一緒に食事をしようとはせず、彼が食堂に入った途端にそれぞれの派閥はより一層固まって食事をするようになっていた。
なおシュトライヒャーの農場はアメリカ政府により没収され、同政府の決定でユダヤ人難民たちに与えられた。ユダヤ難民たちはここをイスラエルの農業共同体に移る準備をするキブツとしている。

### ニュルンベルク裁判

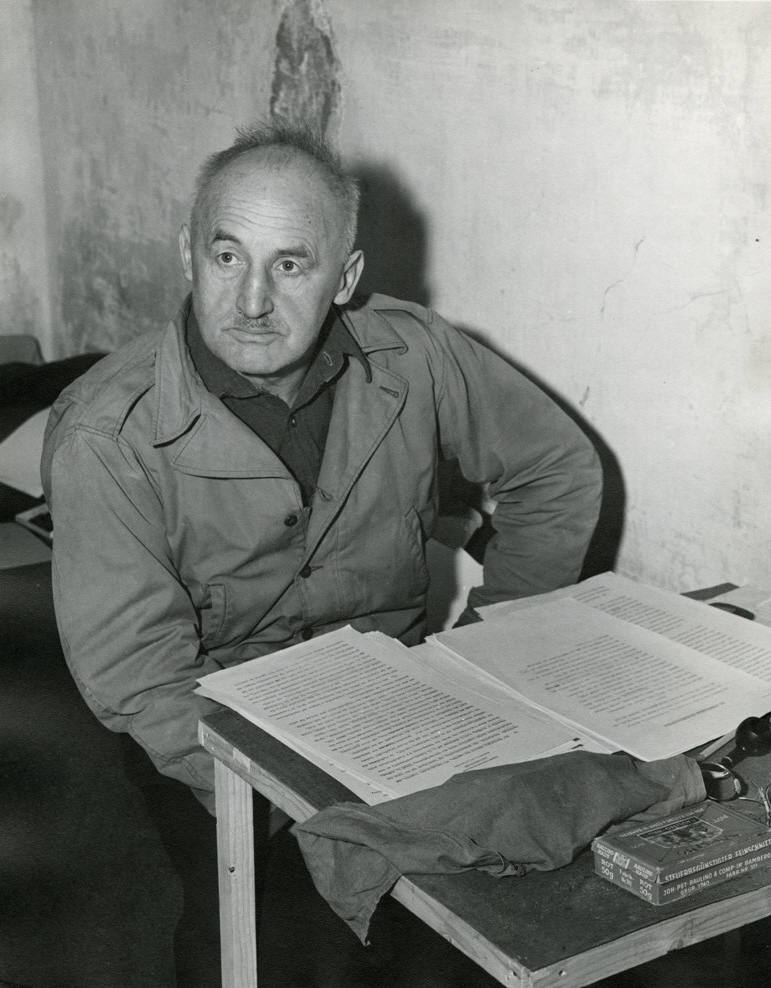
ニュルンベルク裁判のためにニュルンベルク刑務所の独房に収監されたシュトライヒャー

ニュルンベルク裁判においてシュトライヒャーは第一訴因「侵略戦争の共同謀議」と第四訴因「人道に対する罪」で起訴された。刑務所付心理分析官グスタフ・ギルバートから起訴状の感想を求められるとシュトライヒャーは「ユダヤ人の勝利」と述べた。さらに弁護人名簿を見せられた際には「ユダヤ人か。全部ユダヤ人の名前じゃないか。裁判官もユダヤ人なんだろう？わかっているぞ。」と言いだした。
ニュルンベルク刑務所収監中も、全裸で手足をバタバタさせる怪しげな体操を日課にしたり、便器の水で顔を洗ったり、子供に向かってわいせつな言葉を吐いたり、奇怪な行動が目立った。また「アイゼンハワーはユダヤ人」だの「ジャクソンは通名でジェイコブソンが本名」だの「飛行船ヒンデンブルクの炎上はユダヤ人の陰謀」だのと性懲りもなくユダヤ陰謀論を唱え続け、看守のみならず他の被告人達からも忌み嫌われた。法廷でシュトライヒャーの隣に座っていたヴァルター・フンク（経済相・ライヒスバンク総裁）は「私はもう十分に罰せられていますよ…。なにしろ毎日法廷でシュトライヒャーの隣に座らされるのですから…。」と嘆いた。一度シュトライヒャーは被告人の一人ハンス・フリッチェ（宣伝省ラジオ局長）と親しくなろうと「俺と君はお互いジャーナリストじゃないか」と声をかけたことがあったが、フリッチェはすぐさま嫌悪感を示して「シュトライヒャーさん、あんたの『デア・シュテュルマー』紙は、ナチ運動の評判を落とした唾棄すべき三文紙だったよな。あのなかの記事が外国の報道機関で引用されるたびに俺は身ぶるいしたものだよ」と拒絶した。これに激怒したシュトライヒャーはフリッチェの顔に唾を吐きかけ、さらに看守と取っ組み合いの喧嘩になった。シュトライヒャーは自分が他の被告からのけ者にされているのはゲーリングのせいだと思い込んでいた。
シュトライヒャーの弁護人ハンス・マルクス博士は彼が精神障害者であるとして精神鑑定を依頼した。この鑑定の際に全裸にされ、女性通訳は背を向けたが、この時シュトライヒャーはいやらしい目つきで「どうしたんだい？いい物を見たくないのかい」と言いだした。精神鑑定の結果、精神分析医チームはシュトライヒャーをユダヤ人に対してのみ強迫観念を持つ偏執狂であると結論した。ただし精神そのものは正常と鑑定され、裁判から下りることは認められなかった。

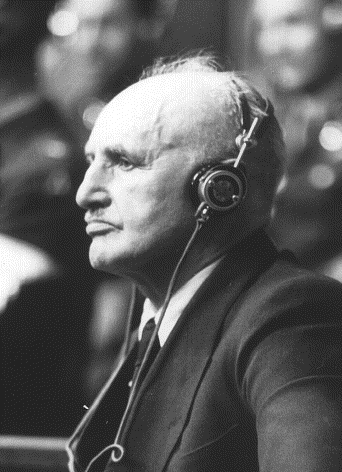
ニュルンベルク裁判の証言台に座るシュトライヒャー

1946年4月の反対尋問でシュトライヒャーはイギリスのマーウィン・グリフィス＝ジョーンズ検事から追及された。グリフィス＝ジョーンズ検事はかつてシュトライヒャーが「ユダヤ人は吸血鬼のように暴利を貪る高利貸民族」と書いたことを指摘し、「これは民族的憎悪を説きすすめているものではありませんか？」と質問したが、シュトライヒャーは平然と「いいえ。憎悪を勧めた物ではありません。事実を書いただけです」などと述べた。
さらにシュトライヒャーは、「『デア・シュテュルマー』紙の記述は、ユダヤ人迫害を目的としているのではなく、ドイツ以外の場所にユダヤ人のための故国を作ってあげようという思いがあってのものでした」などと主張して、言い逃れを図った。グリフィス＝ジョーンズ検事はシュトライヒャーが書いた記事を次々と引用することでこの主張を崩した。
文章を引用し終えたグリフィス＝ジョーンズ検事は、皮肉たっぷりに「このような言葉を我々は、ユダヤ人にユダヤ人国家を与えよ、という意味に理解せねばなりませんか？」とシュトライヒャーに問い質した。それに対してシュトライヒャーは「それらは具体的目的のない、単なる感情的文筆家としての意見にすぎない」「反ユダヤ主義の言葉遊びにすぎない。」「記事の上で書くのと実際に実行するのは大きな隔たりがある。」などと述べてなお言い逃れを図ったが、このような苦しい言い訳では判事の心証を変えることはできなかった。
1946年10月1日、他の被告人たちとともに裁判長サー・ジェフリー・ローレンス（後の初代オークシー男爵、第3代トレヴェシン男爵）により判決が言い渡された。まず被告人達が全員そろう中で一人ずつ判決文が読み上げられた。シュトライヒャーは携帯食をかじりながら判決を聞いていた。
ローレンス裁判長により読み上げられたシュトライヒャーの判決文は「シュトライヒャーは平和に対する謀議には決定的に参加していないし、ヒトラーの相談役であったこともない」として第一訴因「侵略戦争の共同謀議」については無罪とした。しかし「ドイツ人の思想を反ユダヤ主義という病毒で汚染し、ドイツ人のユダヤ人に対する迫害を刺激した。」「東ヨーロッパでユダヤ人が最も苛烈な環境の中で殺戮されている時、その虐殺・抹殺を教唆扇動したことは、政治的および人種的迫害にあたる」として第4訴因「人道に対する罪」で有罪とした。
さらにその後、個別に受ける量刑判決に移った。シュトライヒャーは早足で法廷に入って来て被告人席で両足を広げて立ち、顎を突き出した。受けた判決は絞首刑だった。
彼は判決について、「ユダヤ人の勝利」とコメントし、さらにニュルンベルク裁判そのものを「プーリームの祭り（ユダヤ人の例祭）」と表現した。

### 処刑
1946年10月16日に入ったばかりの深夜、他の死刑囚9人と共に彼の絞首刑が執行された。絞首台まで連れて行かれる際に服を着る事を拒否してパンツ一枚の姿で「ハイル・ヒトラー！」と叫びながら暴れまわって周囲のひんしゅくを買った。しかし最後は看守のアメリカ兵たちにより服を着せられて、絞首台の前に引きずり出された。絞首台でも名前を述べることを拒否して代わりに「ハイル・ヒトラー！」と叫んだ。
最期の言葉は、「1946年プーリームの祭り！そして神の下へ！（死刑執行人のジョン・C・ウッズ軍曹に向かって）今にボリシェヴィキがお前等を殺しに来るぞ！私は神の下にある。神父様！（ウッズによって顔にマスクをかけられた後）アデーレ！愛しのアデーレ！」だった。
シュトライヒャーの足元の落とし戸が開き、彼の体がその下へ消えた。しかし彼は即死せず、死刑執行後も長い事呻き苦しむ羽目となった。
自殺したゲーリングを含めて、シュトライヒャーら死刑囚11人の遺体は、アメリカ軍のカメラマンによって撮影された。撮影後、木箱に入れられ、アメリカ軍の軍用トラックでミュンヘンへ運ばれ、そこで火葬された。遺灰はイーザル川の支流コンヴェンツ川に流された。

## 人物

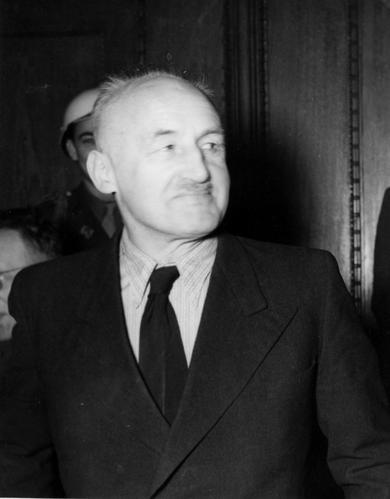
ニュルンベルク法廷のシュトライヒャー。

米軍の拘留記録によれば身長は5フィート6インチ(約168センチ)である。
ニュルンベルク刑務所付心理分析官グスタフ・ギルバート大尉が、開廷前に被告人全員に対して行ったウェクスラー・ベルビュー成人知能検査によると、シュトライヒャーの知能指数は106で、全被告人中で一番低かった（またシュトライヒャーは高齢のために数値を水増し調整されており、素点のIQはこれより15から20低かった）。この試験の中で彼は「2ペニヒの切手を7枚買って50ペニヒ払ったら、お釣りはいくら？」という問題を解くのに1分もかかっている。これについてシュトライヒャーは「こんな子供向けの問題で俺を煩わせるなよ。微積分の問題をやらせてみろ」などと語った。
彼をインタビューした精神医学者レオン・ゴールデンソーンは「私の印象では、彼は標準的な知性に欠け、全体として無学な人間だ。病的なまでに反ユダヤ主義に取りつかれているが、それは彼のポルノへの執着が証明しているように、性的葛藤のはけ口になっているらしい」と精神分析した。
『シュテュルマー』紙面で「ユダヤ人は自分たちにキリスト教徒の金を巻き上げる権利があると思っている」「ユダヤ人は、3歳の非ユダヤ人少女を犯すことが、道徳的に許されると思っている」など「ユダヤ人の非道徳性」を盛んに訴え、ユダヤ人に対する嫌悪感を煽った。大学教授たちを集めて自分が開発したユダヤ人と非ユダヤ人を見分ける占い棒について講演したこともあった。
熱心な反ユダヤ主義者だったが、敬虔なキリスト教徒というわけではなく、むしろ無宗教者だった。洗礼はカトリックで受けているが、ニュルンベルク刑務所でカトリック信仰に戻ったハンス・フランクを「にわかキリスト教徒」と笑っていた。ゴールデンソーンのインタビューの中でも「キリストはユダヤ人だった。神は宇宙を創造されたというが、そんなのはこじつけだ。神がこの世を作ったというなら、誰が神を作ったのだ」と述べて、キリスト教を含む宗教全般に、懐疑的な思想を披露している。しかし、絞首台での最後の言葉では、牧師にむかって「神父様、私は神のもとにあります」と述べている。
当人は反ユダヤ主義者になった理由について「その昔、ある晩にいきなり反ユダヤ主義に目覚め、夜が明けると自分の一生の仕事は、反ユダヤ主義の権威になることだと悟った」と述べている。
気にくわない人間に対して、ユダヤ認定をする癖があった。ゴールデンソーンのインタビューの中で、シュトライヒャーは「ソ連とイギリスの検察官はほとんどユダヤ人であり、アメリカの検察も同じだ」と述べたが、それに対してゴールデンソーンが「アメリカ首席検事ロバート・ジャクソンもユダヤ人だと思うか」と尋ねると、シュトライヒャーは「ジェイコブソンのことか？」と聞き返した。ゴールデンソーンは、彼が別の人間と勘違いしているのだと思い、「いや、アメリカ検事のジャクソンのことだが」と念を押すと、シュトライヒャーは「つまりジェイコブソンのことだ。彼はジャクソンという通名を使用しているが、私に言わせれば、彼の本名はジェイコブソンであってユダヤ人だ。外見からしても、すぐにそれと分かる。他の被告たちが彼はユダヤ人ではないと断言するので、私もしばらくはそう思っていた。しかし、ここ何カ月かの間に、彼の歩き方や顔を観察して、ユダヤ人だと分かった。おそらく、ドイツ系ユダヤ人の家系だろう」と語った。大管区指導者だった頃にはローマ教皇を公然とユダヤ認定していたこともあった。
ポルノの収集癖があったが、その理由について聞かれると「これはユダヤ人から買い入れたのだ。奴らがどんな如何わしい物を読んでいるかを示す目的で集めているのだ」と答えていた。
スケッチが好きで、ニュルンベルク裁判中も看守の顔や食器、便器などを描いてはその絵を床に投げていた。ギルバートもうまいと認めるほどの画力であり、ギルバートは「こんな下品な男のどこに芸術家的感性が宿っているのだろう」と訝しがったという。

## 家族
最初の妻クニグンデとの間に二人の息子をもうけているが、1943年に先妻と死別した。
後妻アデーレはニュルンベルク裁判時に30代でシュトライヒャーより少なくとも20歳以上は年下だった。彼女はシュトライヒャーを心より慕っており、裁判にも弁護側証人として出席した。シュトライヒャーの妻になるのは一体どんな女だと法廷の人々は噂していたが、やってきたのは振る舞いも話し方も分別があるブロンド美女だったので人々は驚いた。彼女はシュトライヒャーが戦時中農夫として働いていただけであることを健気に証言した。その様子を見て、普段感情など滅多に口にしないヨードル将軍が「愛情とは不思議な働きをするものだな」と述べた。
シュトライヒャーの農場は戦後アメリカに奪われ、アメリカはこれをユダヤ人難民に与えたため、アデーレは住居を失い、ニュルンベルク刑務所医師プフリュッカーの家に身を寄せていた。しかしその後、彼女はシュトライヒャーの志を継いで反ユダヤ論を唱えはじめたため、連合軍に逮捕されて刑務所へ送られている。

## 死刑判決への疑問
シュトライヒャーは職業軍人ではなく、党幹部の中でも軍事的決定からは遠ざけられていたため、ポーランド侵攻・ソ連侵攻などを含めて一切の軍事行動の計画に関与してはいない。また、ユダヤ人に対するホロコーストを直接指示したり、その具体的計画の立案に関わったこともない。しかし、その後のニュルンベルク裁判においては、連合国側の検察官によって彼の反ユダヤ的扇動行為がドイツ政府によるホロコーストの計画、実施を誘導することとなったと厳しく断罪され、その主張が認められた結果、絞首刑の判決が下された。ただしこの判決に対しては、今もなおその種の扇動行為のみを具体的罪状として死刑判決を下すことが正当・妥当であったかどうかといった点に関する議論がなされている。
また被告人の一人ハンス・フリッチェも「ユダヤ人差別の言論をラジオで流し、それがユダヤ人虐殺につながった」というシュトライヒャーと同じような罪状に問われているはずなのに、フリッチェは無罪であり、判決のバランスを欠いているとの批判もある。判決が出た時、記者たちは次のような会話を交わしていたという。「ところで、あのお粗末なおっさんシュトライヒャーはなんで死刑なのかね？」「殺人を扇動したからだろ。」「しかし、それならフリッチェも同じ事なのに彼は無罪じゃないか。」。

## 語録

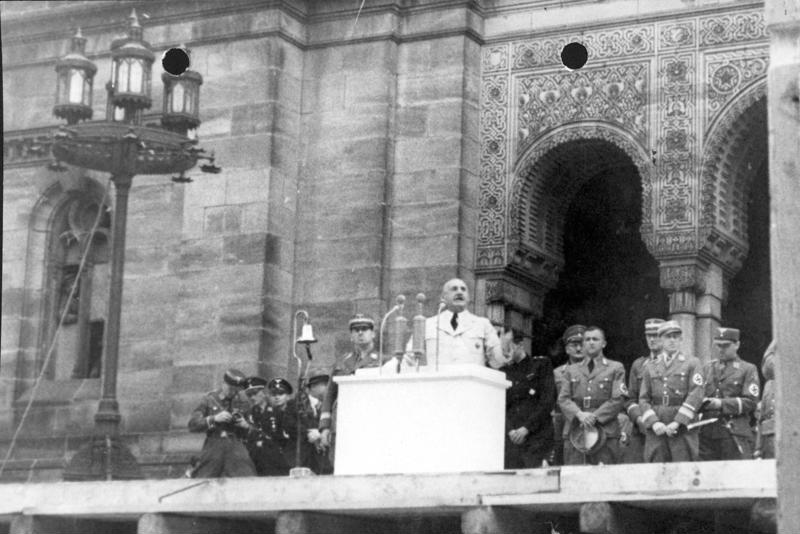
ニュルンベルクのシナゴーグ前で演説するフランケン大管区指導者シュトライヒャー。ハンス・ザックス広場に面していた同シナゴーグは、シュトライヒャーの指示によって1938年8月に取り壊された。

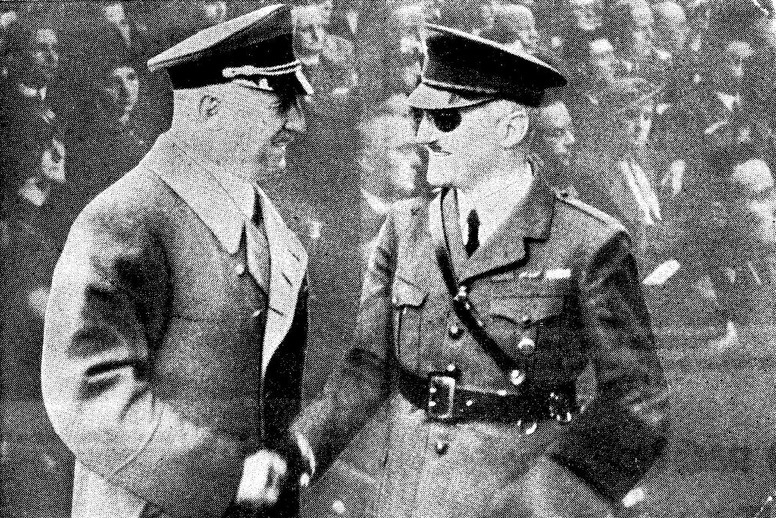
1935年、フランスの反ユダヤ極右運動指導者ジャン・ボイセル(右)と握手するシュトライヒャー(左)

### シュトライヒャーの発言
- 「同棲している場合、男性の精液は、その一部または全部が相手の女性に吸収され血液に流れ込む。アーリア人女性が一度でもユダヤ人男性と同棲すれば、その女性の血は永遠に汚されてしまう。彼女は純粋なアーリア人の子供を二度と産めなくなるのである」（『シュテュルマー』紙の記事）[3]
- 「ドイツの土地は、権力を握っている国際ユダヤ人に売却されたり、抵当にとられたりしている」（1927年、アンスバッハで行った演説）[59]
- 「世界大戦は世界諸国民のうえを旋回し、結局廃墟の山を残した。この恐ろしい戦争の中で勝者として残ったのはたった一民族にすぎなかった。それはキリストがいうところでは、悪魔を父とする民族である。その民族はドイツ民族の肉体も魂も破滅させたのだ。しかしその時ヒトラーが立ちあがったことにより、世界人類は再びこの民族から自由になるであろうという新たな勇気を与えられた。この民族は犯罪者の印を帯びたまま数百年、数千年に渡って世界を放浪してきた。諸君。ユダヤ人が選ばれた民族と自称してもそのようなことを信じるな。ユダヤ人は選ばれた民ではないと主張する我らを信じよ。なぜなら選ばれた民族が、今日のユダヤ人のようなことをやっているわけがないからである。選ばれた民族は他者を自分たちのために働かせ、その生き血を吸ったりしない。選ばれた民族は、農民たちを農地から追放したり、諸国民を貧困化させて絶滅させたりしない。選ばれた民族は動物を虐殺したり、他人の労働の汗によって生きようとはしない。さらに選ばれた民族は自分が働いているが故に生きている人々の仲間に入ろうとする。諸君。このことを忘れるな。我々は諸君らのために牢獄に入ったし、常にあざけりや辱めを受けてきた。そして諸君らのために我々はキリストが戦ってきた組織された世界犯罪団体に対する戦士に、すなわちこれまでで最大の反ユダヤ主義者になったのだ」（1935年の演説）[60]
- 「ドイツ人は、ユダヤ人に対する戦いである反ユダヤ主義を生み出したとして非難され、そのために野蛮人であると責められている。このようなことを主張する者は、真実を述べていない。数千年前から、非ユダヤ人は侵入者であるユダヤ人から自分たちを守ることを強いられてきた。この苦闘が終わらないので、非ユダヤ人から摂取することで生き延び、自分たちが世界の支配者として選ばれた人種であると主張するユダヤ人に非難が向けられている。世界人類の平和は、戦争の恩恵を受ける者たちが、戦争を再び行うように地球上の人々を駆り立てることができなくなったときにのみ実現される。つまり、ユダヤ人問題が解決しない限り、人類に解決は訪れない」（1935年の演説）[61]
- 「数年前、『シュテュルマー』紙がマダガスカル島へのユダヤ人移送がユダヤ人問題解決の一つの可能性であると書いた時、我々はユダヤ人やその仲間たちに嘲笑された。非人間的であると言われた。だが今日我々の提案はすでに外国の政治家も論じているではないか。日刊紙の報道によればフランス外相デルボスがワルシャワで行った協議で、ポーランドはユダヤ人の一部をマダガスカルへ移す事が出来ないかと提案したそうである。いずれにせよ、新生ドイツは救済へ至る途上にある。ドイツが救済されれば、世界が救済されるだろう。永遠なるユダヤ人からの救済である」（1938年1月）[62]
- 「私は、ユダヤ人についてはユダヤ人自身よりも詳しい。きみ（グスタフ・ギルバート）がユダヤ人だということは、前々から声の調子で分かっていた。最初は確信が持てなかった。だが、他の人間が教えてくれたので、声を聴いてみたところ、やはりそうだと分かったのだ」（1946年1月24日のインタビューで）[63]
- 「私はある意味ではユダヤ人を称賛している。なにしろ、これほど小さい集団でありながら、常に世界の支配者として君臨してきたのだから。たとえば、キリストはユダヤ人だった。ドイツが敗北した今、ソ連ではユダヤ人のボリシェヴィズムが勢力をふるっている。スターリンは名目上の指導者にすぎない。彼の背後にはユダヤ人がいる。そして、北米に根付いているのはユダヤ人の民主主義だ」（同上）[63]
- 「私の新聞には立派な目的があった。今頃一部の俗物はそれを見下したり、下品だのポルノだの言ってるかもしれないが、終戦を迎えるまで私はヒトラーから大いに尊敬されており、『デア・シュテュルマー』は党から全面的に支持されていた。最盛期の発行部数は150万部にのぼった。誰もが『デア・シュテュルマー』を読んでいたし、気にいっていたはずだ。そうでなければ誰も買わなかっただろう。『デア・シュテュルマー』の目的はドイツ人を団結させることであり、ドイツの素晴らしい文化を破壊しかねないユダヤ人の影響を彼らに認識させることだった」（1946年4月6日のインタビューで）[64]
- 「ゲーリングは私に腹を立てており、いわゆるゲーリング委員会を設置して党のフランケン大管区指導者だった私の素行調査を行った。私は債権や株券を不法所持しているとされたが、それらの容疑は立証されなかった。確かにユダヤ人から没収した株式を少しの間持ち歩いていたことがあったが、自分にそのような株式の所有権があると誤って教えられていたためであり、それが違法所持であることに気付くと、ただちに全てを国庫に提出したのだ。1940年の裁判の結果、私はニュルンベルクを離れてフュルトの地所で暮らすことを余儀なくされた。それでもヒトラーの支援で『シュテュルマー』の発行は続けることができた。編集主幹の立場を退くことなく、ホルツやヒーマーなどの仲間とともに毎日、或いは毎週会議して『シュテュルマー』の記事を漏れなくチェックしたのだ。ヒトラーが支援してくれたのは私が1923年のミュンヘン一揆に加わっていたからだ。あの事件でヒトラーとともに並んで行進したことを私は大変誇りに思っている。ヒトラーはそのことを決して忘れなかったし、私に対する彼の信頼は最後まで変わらなかった。私とて彼への忠誠の誓いを破ったことはない」（同上。失脚について聞かれて）[65]
- 「待ってくれ！私はユダヤ人虐殺とは何の関係もない。1940年以降の私は農場主として暮らした。私が何も知らないからには、ヒトラーはきっと1941年以降にユダヤ人の絶滅を決意したのだろう。ヒトラーには『彼らが戦争を起こした。今度は私が彼らを始末してやる』という思いがあったのかもしれない。ヒトラーが正しかったというつもりはない。それは間違った政策だったと思う。私はマダガスカルであれパレスチナであれ、どこかにユダヤ人の国を作ってそこへ移住させる政策には賛成だったが、絶滅政策についてはその限りではない。400万人のユダヤ人虐殺-この裁判では500万人とも600万人ともされているが、それは宣伝にすぎない。多くても450万人を超えていないはずだ。-によって、ユダヤ人は殉教者になってしまった。ユダヤ人虐殺のせいで各国で順調に発展していた反ユダヤ主義運動は何年も後戻りした」（同上、ホロコーストについて聞かれて）[66]
- 「もしマルティン・ルターが今日生存しているなら、彼は私とともに被告席に座らなければならなかったであろう。なぜならルターはユダヤ人と彼らの嘘に対して非常に厳しかった。『ユダヤ人は蛇であるから焼き殺せ』と主張していたのだ。それに対して私はただ単にユダヤ問題を人々に説明しようとしただけだ。ドイツには昔から反ユダヤ主義文献が数多く存在した。私は20年にわたって『デア・シュテュルマー』の社説を書いてきたが、ただの一度もユダヤ人を殺害し、彼らの生家を焼き払えとそそのかしたことはない」（1946年4月29日、裁判の検察側尋問で）[67]
- 「私は今までアウシュヴィッツを知らなかった。この裁判が始まるまで知らなかったのだ。人が反ユダヤ主義をもって任じることはしごくもっともで受け入れられてはいるが、女性や子供を虐殺することは異常で、信じがたい。ここにいる被告は誰もそんなことを望んでいなかった」（1946年6月15日のインタビューで）[68]

### 人物評
- 「この男こそ、私が監獄から出てきたとき、私の下にやって来て、無条件で私の権威に服した最初の一人だった。私が決して忘れる事のない人物、それがシュトライヒャーだ。彼には欠点もあるかもしれないが、こうした行動のできる人物は信頼できる。」（1925年3月、アドルフ・ヒトラー）[69]
- 「あのくだらない新聞『デア・シュテュルマー』を読んだことはない。『デア・シュテュルマー』は1ページだけ読んだが、それで十分だった。あの新聞は我が家では禁止だった。このニュルンベルクの行政区はシュトライヒャーのもとにあって酷い状態におかれており、わたしはやっとのことで解体に成功したのだ。このニュルンベルクでシュトライヒャーの活動を調査した『ゲーリング委員会』は有名だ。シュトライヒャーはまともではなかった」「ニュルンベルクも、あのシュトライヒャーの野郎がフランケン大管区指導者になる前はすばらしい俳優や歌劇団を輩出していた。シーラッハが党大管区指導者になっていたら事態は大きく違っていただろう」（1946年5月21日、ニュルンベルク裁判で拘禁中のゲーリング）[70]
- 「シュトライヒャーは好き勝手にふるまい、慎みも知らなければ考える事も知らないようだ。不愉快な同僚だ。私は誰とでも、極めて複雑な人間とでも仲良くやっていこうといつも心掛けているのだが、シュトライヒャーとだけはうまくいかない。彼のキチガイじみた反ユダヤ主義は私には厭わしい。シュトライヒャーの『シュテュルマー』を私は決して読まない。それは私の禁書目録に載っている。」（シュヴァーベン大管区指導者カール・ヴァール（ドイツ語版）)[71]
- 「このニュルンベルクで、シュトライヒャーに鞭で打たれたという複数のジャーナリストにあった事があるので、彼はかつては冷酷な男だったのだろう。そのジャーナリスト達は強制収容所へ入れられており、当時私はヘスの助けを借りてようやく解放してやったのだ。シュトライヒャーの横領の噂についても、少なからず真実が含まれていると私は思っている。いま、私は彼の事が以前より少しよく分かる。彼は本当に馬鹿だと思う。だが、罪を犯した原因は彼にあるのではなく、彼に権力を与えた者、つまり総統にある。シュトライヒャーは頭は悪いが、自分を熱狂させる生まれついての能力を持っているのだろう。この種の愚か者はよく狂信的な目的に利用される。」（宣伝省ラジオ局長ハンス・フリッチェ）[72]
- 「シュトライヒャーやエッサーのごとき二人の性的偏執狂は、いぜんとして心から新生ドイツを望んでいた人々にただ不信の目を向けるのみだった。彼らは最悪のデマゴーグだ。クリスティアン・ヴェーバー[注釈 1]やホフマンとともに、彼らはドイツがあらゆる理由から恥としなければならぬ指導者の黒幕的とりまきのなかに数えねばならぬ」 (オットー・シュトラッサー)